# 朝霧夕
朝霧夕（日語：あさぎり 夕（朝霧 夕），1957年7月21日—2018年10月27日），日本漫畫家。東京都出生，居住於東京都。

## 經歷
- 1976年在第12屆講談社なかよし・少女フレンド新人漫画賞中以「光めざして飛んでいけが」榮獲新人賞，並於Nakayoshi開始連載。
- 1987年在第11屆講談社漫畫賞中，以「なな色マジック」獲獎，並開始以朝霧夕的名義活動於畫壇。

## 簡介
朝霧夕以高產量漫畫著稱。早年為少女漫畫的代表漫畫家，在少女漫畫領域曾經是個性鮮明的大家。後來開始兼顧小說創作，並自己繪製封面插畫，同時在題材上有所轉型，成為相當專業的耽美文藝作者。其耽美小說作品以輕鬆、風趣、幽默的風格而廣受歡迎。然而她的許多插畫與小說內容中，以極其露骨的描寫高H場面，爭議頗多，褒貶不一。
在耽美漫畫方面，她雖然創作頗多，但鮮有優秀作品，同時後期創作的少女漫畫也因風格扭曲而受到不少批評，與當年在少女漫畫界的地位相比有些不如人意，但依然靠著高產能力獲得了眾多漫迷的支持，所以保有節節攀升的銷量。作為高H耽美領域許多新形式的開發者，她的作品普遍追求時鮮，強調塑造新的流行風，在推廣耽美文化上貢獻極大。

## 作品

### 漫畫作品
- 《純愛男孩》
- 《我是狐狸精》
- 《七彩少女心》
- 《奇幻娃娃》
- 《甜蜜安琪兒》
- 《初戀探險記》
- 《甜蜜青蘋果》
- 《護花英雄》
- 《英雄萬歲》
- 《夢幻愛麗絲》
- 《純愛向日葵》
- 《畢業寫真》（《卒業寫真》、《畢業照》）
- 《金錢關係》（《金錢交易》）
- 《紅傳說》
- 《小魔法師》
- 《迎著朝陽飛奔》
- 《雲母星大預言》
- 《他就是英雄》（《他是英雄》）
- 《愛我》
- 《紅蘋果》
- 《嚮往冒險》
- 《七彩魔術》
- 《可愛的男孩》
- 《女孩子不·可·思·議》
- 《如此經濟恐慌》
- 《危險的愛情講座》
- 《妖精組曲》
- 《多愁善感的英雄》
- 《明天的英雄》
- 《超級男孩》
- 《愛的迷宮》
- 《阿麗斯的時間》
- 《笨人布魯斯》
- 《11月的戀櫻》
- 《小魔法師繪畫日記》
- 《姊姊的戀愛》
- 《BB天國》
- 《愛與殺》
- 《逆光下的真情狂愛》
- 《此情無計可消除》
- 《幸福的距離》
- 《女王殿下的園丁》
- 《午後異邦人》
- 《熾焰冰心貴公子》
- 《意亂情迷》
- 《情人的味道》
- 《老師有問題》

### 小說作品
- 《有棲川家族戀物語》
- 《野貓搜查線》
- 《泉與由鷹》
- 《粉色子貓》
- 《愛與殺》
- 《護花英雄》
- 《大人的親吻鑽石》
- 《初戀探險記》
- 《奇幻娃娃》
- 《我們的學園祭》
- 《戀愛禁獵區》

## 外部連結
- 官方网站